# Stjepan Pavičić
Stjepan Pavičić (Vinkovci, 11. srpnja 1887. – Zagreb, 7. lipnja 1973.), hrvatski jezikoslovac i antropogeograf. Klasičnu gimnaziju završio je u Vinkovcima, a slavistiku i germanistiku studirao u Beču i Zagrebu. Diplomirao je na Filozofskom fakultetu u Zagrebu 1911. Radio je kao srednjoškolski profesor, a od 1933. do 1946. bio je direktor Klasične gimnazije u Zagrebu. Bio je dugogodišnji stalni suradnik u Odboru za narodni život i običaje pri JAZU. 
Objavio je tri knjige o naseljima i govorima: Vukovska župa u razvitku svoga naselja od XIII. do XVIII. stoljeća (1940.), Podrijetlo hrvatskih i srpskih naselja i govora u Slavoniji (1953.), Seobe i naselja u Lici (1962.) te mnogobrojne studije o naseljima u Slavoniji, Moslavini, Lici, Dalmaciji, koje su izvor povijesnih, zemljopisnih, demografskih, toponimijskih i jezičnih podataka. Pavičić je bio suradnik u Hrvatskoj enciklopediji i u Enciklopediji Jugoslavije te jedan od najplodnijih obrađivača Akademijina Rječnika hrvatskoga ili srpskoga jezika te obrađivač Matičina Rječnika hrvatskosrpskoga književnog jezika (1967).